# Wilhelm Hosäus
Friedrich Wilhelm Hosäus, auch Hosaeus (* 7. September 1827 in Dessau; † 17. Juli 1900 ebenda) war ein Bibliothekar, Schriftsteller und Theologe.
Er schrieb unter anderem Artikel in Mitteilungen des Vereins für Anhaltische Geschichte und Altertumskunde, z. B.:  über Nikolai Abramowitsch Fürst Putjatin.

## Werke
- Fürst Putiatin, 1749–1830, in Mittheilungen des Vereins für Anhaltische Geschichte und Alterthumskunde (MittVAGA) 3, 1883, S. 461. (Text in Wikisource)
- Johann Kaspar Lavater in seinen Beziehungen zu Herzog Franz und Herzogin Luise von Anhalt-Dessau, Baumann, Dessau 1888
- Verzeichnis der in den Gebäuden des Herzoglichen Gartens zu Wörlitz aufbewahrten Kunstgegenstände, Dünnhaupt, Dessau 1869
- Die Gemäldegallerie des Stiftsschlosses zu Mosigkau, Dessau 1874
- Wörlitz. Ein Handbuch für die Besucher des Wörlitzer Gartens und der Wörlitzer Kunstsammlungen, Dünnhaupt, Dessau 1883
- Die Wörlitzer Antiken, Barth, Dessau 1873
- Leben Adalberts von Prag, des Apostels der Preußen, Velhagen & Klasing, Bielefeld 1857
- Der Oberburggraf Ahasverus von Lehndorff (1637–1688), nach handschriftlichen Quellen, Dessau 1866
- Wörlitz: Ein Handbuch für die Besucher des Wörlitzer Gartens und der Wörlitzer Kunstsammlungen, Dessau, 1883[1]
- Aus den Briefen Friedrich Johann Rochlitz an Friedrich Schneider in Mittheilungen des Vereins für Anhaltische Geschichte und Alterthumskunde.  Bd. 4, 1886

## Nachlass
Korrespondenzen und Manuskripte befinden sich in der Abteilung Dessau des Landesarchivs Sachsen-Anhalt.